# Fédération de Jamaïque de basket-ball
La Fédération de Jamaïque de basket-ball est une association, fondée en 1962, chargée d'organiser, de diriger et de développer le basket-ball en Jamaïque.
La Fédération représente le basket-ball auprès des pouvoirs publics ainsi qu'auprès des organismes sportifs nationaux et internationaux et, à ce titre, la Jamaïque dans les compétitions internationales. Elle défend également les intérêts moraux et matériels du basket-ball jamaïcain. Elle est affiliée à la FIBA depuis 1962, ainsi qu'à la FIBA Amériques.
La Fédération organise également le championnat national.